# Heteronympha banksii
Heteronympha banksii is een vlinder uit de onderfamilie Satyrinae van de familie Nymphalidae. De wetenschappelijke naam van de soort is voor het eerst geldig gepubliceerd in 1814 door William Elford Leach.